# Josep Busoms
|  | Josep Busoms redirigeix aquí. Per al fotògraf i atleta català, vegeu Josep Busoms i Domènech. |

Josep Busoms, o Bussoms, conegut com a «Jep dels Estanys» (Vallcebre, Berguedà, 1770 - Olot, la Garrotxa, 1828), fou un militar i guerriller català de finals del segle xviii i del primer terç del segle xix.

## Biografia
Sembla que participà en l'anomenada Guerra Gran o Guerra dels Pirineus, que enfrontà, entre el 1793 i el 1795, Espanya i França, fruit de la Revolució Francesa.
En el curs de la Guerra del Francès (1808-1814) va desertar de l'exèrcit regular espanyol, del que formava part, i va organitzar una partida o grup guerriller propi que actuava contra les tropes napoleòniques, i que duia a terme també activitats de contraban o robatori.
S'alçà contra el règim liberal del Trienni Constitucional (1820 - 1823), actuant al Berguedà i al Solsonès.
Fruit de la restitució a Espanya de l'absolutisme, gràcies a la invasió dels Cent Mil Fills de Sant Lluís en ajuda del rei Ferran VII d'Espanya, va ésser ascendit al grau de coronel.
Fou un dels cabdills de la Guerra dels Malcontents, arribant a ésser segon cap de l'autoanomenada Junta Superior Provisional de Govern del Principat de Catalunya.
Amb la desfeta, el 1827, dels ultrareialistes, Josep Busoms va escapar inicialment a França, però en ser-ne foragitat per les autoritats franceses, va retornar a territori espanyol, essent detingut a Beget i Rocabruna el 3 de febrer de 1828, juntament amb tres acompanyants seus, el seu nebot Joan Busoms, Josep Grandia i Vicenç Noguera, tots ells, també, de Vallcebre. Fou afusellat a Olot a finals d'aquell any.